# Scorpiops pococki
Scorpiops pococki es una especie de escorpión del género Scorpiops, familia Euscorpiidae. Fue descrita científicamente por Qi, Zhu & Lourenço en 2005.
Habita en China.